# 安德魯索夫氧化反應

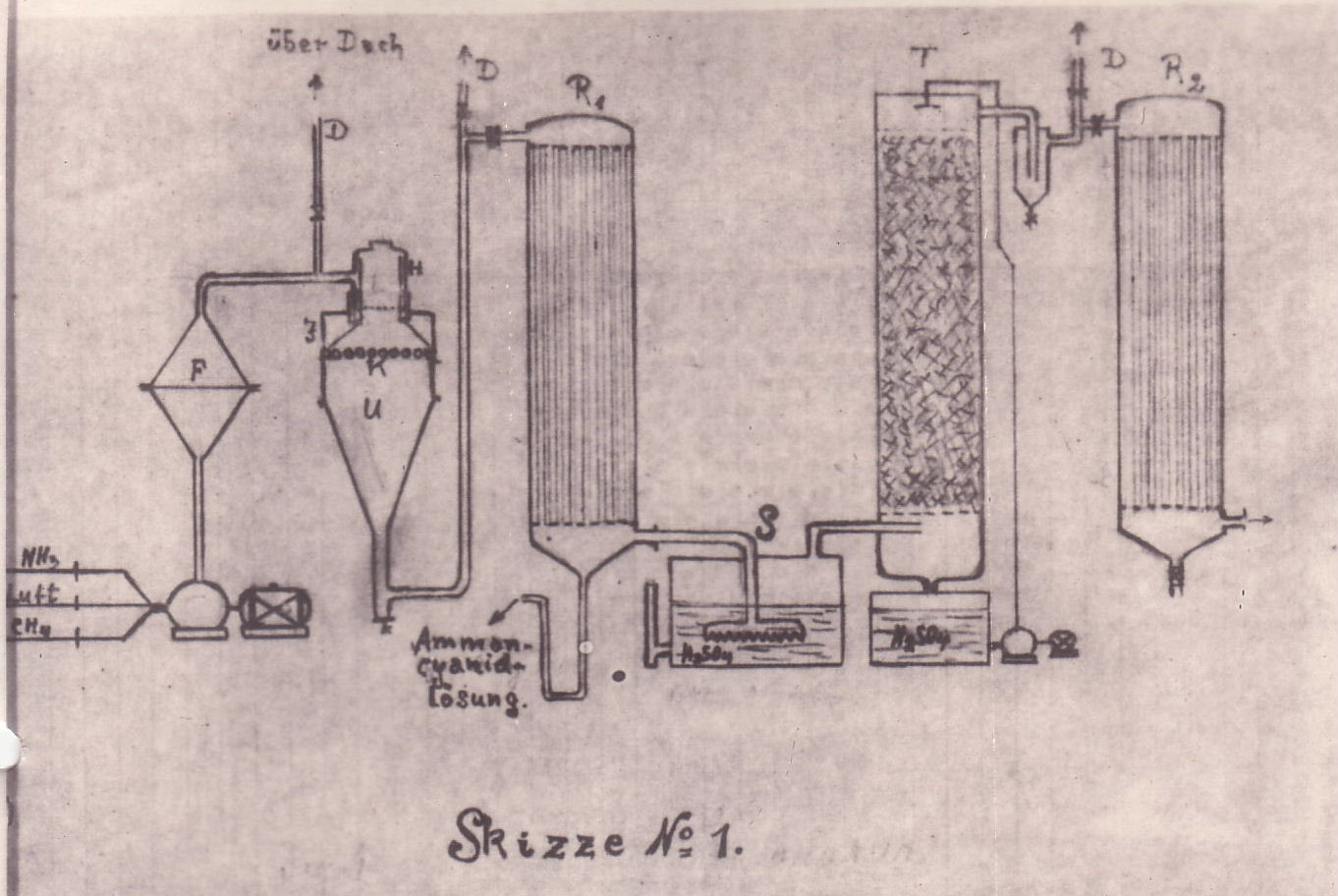
1931年的图表显示了安德魯索夫氧化反应

安德魯索夫氧化反应（英語：Andrussow oxidation）是甲烷与氨和氧气在铂催化下，生成氰化氢和水的反应。
{\displaystyle {\rm {\ CH_{4}+NH_{3}+{\tfrac {3}{2}}O_{2}\rightarrow HCN+3H_{2}O}}}
此反应由德国化学家列昂尼德·安德魯索夫在1927年首先发现。是工业上制取氰化氢的方法之一。其他方法还有BMA法。